# Christian Wilhelm Podbielski
Christian Wilhelm Podbielski est un compositeur et organiste prussien d'origine polonaise, né à Königsberg, en 1740 et mort dans la même ville le 3 janvier 1792.

## Biographie
Né en 1740 à Königsberg, en province de Prusse-Orientale, il fait des études à l'Académie de cette ville et entre comme organiste à l'église cathédrale bâtie dans l'île Kneiphof, sur la Pregel. Élève du petit-fils de Jean-Sébastien Bach, il donne des leçons de musique à Ernst Theodor Amadeus Hoffmann, qu'il initie à l'art du contrepoint.
Ses sonates appartiennent au rococo germanique.

## Œuvres
- Six sonatas for the harpsichord, Riga, e poop  edition, Leipzig, 1784).
- Six sonates pour le clavecin. Deuxième recueil, Riga, 1783[4] (2e édition, Leipzig, 1784).
- Petites pièces pour le clavecin et pour le chant, Königsberg, 1783.

## Publications récentes
- Sonata n° 1 in F, sonata n° 2 in C mino, sonata n° 3 in B flat major, sonata n° 4 in E flat major, Ronald Herrmann Musikverlag, Francfort, 1999, quatre volumes, 16, 18, 20 et 17 pages.
- Sonate G-Dur für Viola da gamba & B.c (édité par Konrad Ruhland), Walhall, 2005, 14 pages.